# Caetano Beirão
 Caetano Maria de Abreu Beirão (Lisboa, 5 de novembro de 1892 – Lisboa, 21 de janeiro de 1968) foi um escritor, jornalista e historiador que se notabilizou como um dos fundadores e principais dirigentes da Ação Realista Portuguesa e como ideólogo e promotor dos valores monárquicos tradicionais durante a Primeira República Portuguesa. Oriundo do Integralismo Lusitano, foi apoiante do salazarismo, e deputado nas V (1949-1953) e VI (1953-1957) legislaturas da Assembleia Nacional do Estado Novo.

## Biografia
Concluiu em 1915 o curso de direito na Universidade de Coimbra, ingressando pouco depois na magistratura, terminando a carreira como subdelegado do Ministério Público na 1.ª vara de Lisboa.
Desde os tempos de estudante em Coimbra que se dedicava à escrita, colaborando em diversos periódicos. Como escritor, estreou-se em 1915 publicando a obra Ausente, a que se seguiu o livro de poesia Sonetos (1918). Enveredou pela investigação histórica, tendo publicado numerosas obras versando temas da história portuguesa e de biografia de figuras notáveis. Outro campo em que manteve intensa atividade foi no jornalismo, colaborando em diversos periódicos de tendência conservadora, maioritariamente monárquicos.
Ingressou na atividade política durante a Primeira República Portuguesa, militando na oposição monárquica ao regime, o que lhe valeu a prisão por motivos políticos. Conservador, assumiu-se como monárquico integralista, sendo um dos dirigentes da fase inicial do movimento do Integralismo Lusitano. Foi dirigente da Juventude Monárquica de Lisboa.
Envolveu-se profundamente na defesa da causa monárquica, tendo desempenhado múltiplos cargos nas organizações políticas da direita monárquica. Juntamente com Alfredo Pimenta, foi um dos fundadores da Ação Realista Portuguesa, um grupo que se autonomizou do movimento integralista, de cuja junta diretiva foi membro.
Após o golpe de 28 de Maio de 1926 apoiou a Ditadura Nacional e o regime do Estado Novo, sendo deputado na V Legislatura (1949-1953) em representação do círculo eleitoral de Lisboa. Integrou a Comissão Parlamentar de Educação Nacional, Cultura Popular e Interesses Espirituais, tendo concentrado a sua ação em matérias culturais. Voltou à Assembleia Nacional na VI Legislatura (1953-1957), mantendo-se na mesma comissão.
A sua colaboração com a imprensa periódica centrou-se na defesa do tradicionalismo monárquico, tendo sido um dos principais editores e comentadores de periódicos como A Nação, A Monarquia e A Ação Realista e das revistas Integralismo Lusitano e Nação Portuguesa. Também colaborou em periódicos de Lisboa e de outras cidades, entre os quais o Diário de Notícias, A Voz, A Época e o Lourenço Marques Guardian e na Revista de Arqueologia (1932-1938).
A investigação histórica e a sua atividade como historiador granjearam-lhe grande prestígio, tendo em 1934 recebido o Prémio Alexandre Herculano do Secretariado de Propaganda Nacional, reconhecendo a qualidade da sua obra D. Maria I, Subsídios Para a Revisão da História do Seu Reinado.
Também realizou inúmeras conferências e palestras, algumas delas transmitidas pela Emissora Nacional. Foi um dos dinamizadores da ação da Associação dos Advogados de Lisboa e do Centro de Estudantes Monárquicos de Lisboa, organismos onde realizou conferências.

## Obras publicadas
Para além de uma vasta obra dispersa por periódicos, é autor das seguintes monografias:
- Ausente (1915);
- Sonetos (1918);
- Elogio Histórico do Dr. Adriano Xavier Cordeiro (1920);
- Quem São os Responsáveis Pela Desorganização da Causa Monárquica (1931);
- O problema da sucessão do rei D. João VI na "História de Portugal" do Sr. Fortunato de Almeida (1932);
- D. Maria I: 1777 - 1792: subsídios para a revisão da história do seu reinado (1934);
- Cartas da rainha D. Mariana Vitoria para a sua família de Espanha que se encontram nos arquivos Histórico de Madrid e Geral de Simancas (1936).
- História Breve de Portugal (1945)